# Juin 1878

## Événements
- Au Congrès de Berlin, le représentant britannique déclare ne plus s’opposer à la présence française en Tunisie à la grande irritation du gouvernement italien qui va dès lors s’efforcer d’obtenir pour lui seul le protectorat de la Tunisie.
  - Lors du Congrès de Berlin, un consul italien tente de briser le monopole de la France sur la construction de lignes télégraphiques en Tunisie en cherchant à obtenir la construction d’une liaison entre Tunis et la Sicile.

- 4 juin : convention de Chypre. Accord secret entre les Ottomans et la Grande-Bretagne : le sultan autorise l’occupation militaire de Chypre par les Britanniques en échange de leur soutien lors de la future conférence internationale.

- 11 juin : victoire des libéraux aux élections en Belgique. Le 18 juin, le ministère Frère-Orban nomme un responsable à l’instruction publique chargé de relancer la politique de laïcisation de l’enseignement primaire interrompue par les catholiques.

- 13 juin - 13 juillet : congrès des Nations de Berlin. Les puissances occidentales reconnaissent l’indépendance totale de la Serbie, du Monténégro et de la Roumanie. Les Juifs sont autorisés à retourner dans leur pays.
  - Les puissances occidentales réduisent le territoire attribué par la Russie à la Bulgarie. La Roumélie orientale reste sous l’autorité politique et militaire du sultan mais obtient l’autonomie administrative.
  - Les Russes reprennent la Bessarabie méridionale à la Roumanie (1878-1918) qui obtient la Dobroudja et le Delta du Danube.
  - Les provinces turques de Bosnie et d'Herzégovine sont placées sous administration autrichienne. Les Serbes de Bosnie résistent. Gyula Andrássy, critiqué pour avoir accepté la Bosnie, préfère démissionner.

- 25 juin :
  - Guerre d'Ataï. Soulèvement indigène (Kanaks) en Nouvelle-Calédonie contre les colons français. Groupés dans des réserves, soumis à un régime d’exploitation brutal, les Canaques se révoltent et ne seront soumis qu’au bout d’un an de campagne.
  - George Anthony Walkem devient premier ministre de Colombie-Britannique pour un second mandat, remplaçant Andrew Charles Elliott.

- 30 juin 1878 : fête nationale française au cours de l'exposition universelle de 1878.

## Naissances
- 12 juin : James Oliver Curwood, romancier américain († 13 août 1927).
- 16 juin : Joseph Poucel, médecin marseillais († 1971).
- 21 juin : Angelo Fortunato Formiggini, philosophe et éditeur italien († 29 novembre 1938).
- 27 juin : Vajirunhis, prince siamois († 4 janvier 1895).

## Décès
- 3 juin : Gottlieb Gassen, peintre allemand (° 2 août 1805).
- 25 juin : Julius Lange, peintre allemand (° 17 août 1817).
- 29 juin : Francisco Adolfo de Varnhagen, vicomte de Porto Seguro (1816-1878), auteur d’une Historia Geral do Brasil.